# 刘云海
刘云海（1954年—），河北青县人，汉族，中国人民解放军少将。
毕业于国防大学作战指挥专业。担任第28集团军炮兵指挥所主任，第7坦克师副师长兼参谋长，第28集团军装备技术部部长，第27集团军装备部部长，第27集团军后勤部部长，第27集团军副军长，第38集团军副军长。2010年9月，担任山西省军区司令。2013年，担任全国人大代表，同年年底退役。